# Fadzilah Lubabul Bolkiah

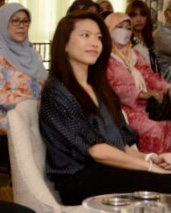
Fadzilah Lubabul Bolkiah (2022)

Fadzilah Lubabul Bolkiah Al-Hashimi (in Jawi: فضيلة لباب البلقية; geb. 23. August 1985 in Bandar Seri Begawan) ist eine bruneiische Prinzessin. Als Netballspielerin ist sie unter dem Namen „Fadz“ Mitglied des bruneiischen Nationalteams. In den Medien wird sie häufig als Sporty Princess betitelt.

## Biographie
Fadzilah Bolkiah kam 1985 als neuntes Kind von Sultan Hassanal Bolkiah und seiner zweiten Frau Mariam Abdul Aziz zur Welt. Sie erwarb 2009 einen Master of Science (MSc) mit Auszeichnung in Internationalen Beziehungen an der Fakultät für Geistes- und Sozialwissenschaften der Kingston University in London und erlangte später einen weiteren Master-Abschluss an der Hult International Business School in Cambridge (Massachusetts).
Fadzilah ist Netball-Spielerin und ist in ihrer Sportart auch als Funktionärin aktiv. „Fadz“ gab ihr Nationalmannschaftsdebüt bei den Asian Netball Championships 2018 in Singapur auf der Position der Wing attack (WA), einer Position im vorderen Mittelfeld. Im April 2019 gingen sie und ihr Rocketeers-Team als Siegerinnen aus dem President's Cup Netball-Turnier im Hassanal Bolkiah National Sports Complex hervor.
Sie war Spielführerin der nationalen Netballmannschaft bei den Südostasienspielen 2019 in Laguna auf den Philippinen und gewann mit ihrem Team die Bronzemedaille. Neben Netball beschäftigt sie sich auch mit Polo und Reitsport.
Als Mitglied des Königshauses nimmt sie repräsentative Aufgaben im sozialen, wirtschaftlichen und kulturellen Bereich wahr.
2022 heirate Prinzessin Fadzilah den bruneiischen Unternehmer Abdullah Nabil Mahmoud Al-Hashimi im Rahmen 10-tägiger Hochzeitsfeierlichkeiten im Istana Nurul Iman. Das silberne Outfit, das Fadzilah bei der Zeremonie „Istiadat Bersanding Diraja“ trug, wurde vom malaysischen Designer Bernard Chandran entworfen. Das Paar trug für die Feier ein identisches schillerndes graues Gewand, die Braut trug Diamanten ihrer Stiefmutter Königin Saleha, darunter eine Tiara aus Smaragden und Diamanten. 2024 kam eine Tochter zur Welt.

## Ehrungen
- Namensgeberin für die Pengiran Anak Puteri Fadzilah Lubabul Bolkiah Religious School in Kampong Kupang[15]
- Darja Kerabat Mahkota Brunei (DKMB) [Kronorden der bruneiischen Königsfamilie]
- 2002: Dame Grand Cross des Weißen Elefantenordens (MPCh (GCE)) des thailändischen Königshauses[16][17]